# Wernershäuser Höhe
Die Wernershäuser Höhe ist ein Berg, zwei Kilometer südlich der Ortslage von Nazza, im Norden des Wartburgkreises, in Thüringen.
Die Wernershäuser Höhe befindet sich auf der Westseite des Hainich bei dem Gehöft Wernershausen, einem Ortsteil von Nazza.
Der Berg ist seit dem Mittelalter gerodet, ein jetzt asphaltierter Fahrweg führt nach dem Nachbarort Mihla. 